# Michaela Ek
Michaela Ek (født d. 1. februar 1988 i Skövde) er en svensk håndboldspiller, der spiller for Ringkøbing Håndbold i Damehåndboldligaen. Hun har tidligere optrådt for Skövde HF i hjemlandet og Silkeborg-Voel KFUM.
Hun har også haft debut på det svenske A-landshold.